# Дикран хвилястий
Дикран хвилястий (Dicranum undulatum) — вид мохів порядку дикранальних (Dicranales).

## Поширення
Батьківщиною є Європа, Північна Америка, Азія.
Зазвичай у вологих місцях, особливо болотах у сфагнових купинах, трясовинах, болотах, окрайцях озер; іноді на або серед скель і скельних виступів; іноді в середньовологих лісах або на сухих скелях на ґрунті, гнилій деревині чи гумусі.

## Характеристика
Рослини в щільних компактних пучках, від зелених до жовтувато-коричневих, блискучі, рідко дещо матові. Стебла 3–8(17) см, щільно запушені червонувато-коричневими ризоїдами. Листки прямовисно-притиснуті чи іноді злегка серпуваті чи зігнуті, дещо викривлені, коли висихають, верхівка часто закручена, від слабо до сильно хвилястих, (4.5)5-7.5(11) × 0.7-1.2 мм, увігнуті проксимально, кілюваті зверху, від ланцетних до довгасто-ланцетні, широкогострі, рідше вузькогострі; краї плоскі, іноді закручені біля основи, широко зігнуті на вершині, цілі проксимально, зубчасті до зубчастих у дистальній половині. Коробочкові ніжки 2–4 см, поодинокі, від жовтого до коричневого. Коробочка 2–2.8 мм, дугаста, нахилена, борозниста, коли висихає, ± звужена нижче гирла, від жовтого до жовтувато-коричневого чи червонувато-коричневого. Спори 14–28 мкм. Капсули дозрівають навесні.